# Xiphidiopsis kemneri
Xiphidiopsis kemneri är en insektsart som beskrevs av Kjell Ernst Viktor Ander 1937. Xiphidiopsis kemneri ingår i släktet Xiphidiopsis och familjen vårtbitare. Inga underarter finns listade i Catalogue of Life.